# فاسانو
فاسانو (بالإيطالية: Fasano)‏ ، مدينة إيطالية في مقاطعة برينديزي ضمن إقليم بوليا . عدد سكانها حوالي 40،000 نسمة.
مساحة المدينة حوالي 128 كيلومتر مربع في منطقة تبعد حوالي 50 كلم جنوب باري و 50 كيلومترا من برينديزي و 50 كلم من تارانتو .

## السكان
في سنة 1861 بلغ عدد السكان 13٬033 نسمة، وتطور العدد ليصل في سنة 2011 لـ 39٬482 نسمة.
يظهر هذا المخطط البياني تطور النمو السكاني لـ فاسانو